# Enrichissement de l'uranium

Proportions atomiques d'uranium 238 (en bleu) et d'uranium 235 (en rouge) dans l'uranium naturel et à différents stades d'enrichissement.

L'enrichissement de l’uranium est le procédé consistant à augmenter la proportion d'isotope fissile dans l’uranium. L'opération la plus commune est l'enrichissement de l'uranium naturel en son isotope 235. Par extension, l'enrichissement est aussi la teneur en matière fissile.
L’uranium naturel contient 0,71 % massique d’uranium 235. Or, c'est celui-ci qui peut provoquer une réaction de fission nucléaire. Les deux isotopes 235U et 238U ayant les mêmes propriétés chimiques, leur séparation est effectuée en exploitant leur unique différence, la légère différence de masse atomique due aux trois neutrons d'écart. 
L’enrichissement de l’uranium est à la base des filières de réacteurs électrogènes les plus courants : réacteurs à eau pressurisée et réacteurs à eau bouillante. L'enrichissement permet notamment de diminuer la masse du réacteur, parce que son chargement demande en conséquence moins d'uranium. Cette technologie fonde également le développement des bombes atomiques à l'uranium enrichi.

## Procédés d'enrichissement
Il existe plusieurs méthodes d’enrichissement. Toutes reposent sur la légère différence de masse entre uranium 235 et 238, à l'exception de la séparation par laser qui exploite les différences de spectre électromagnétique. Toutes également nécessitent la mobilité des atomes individuels, donc l'utilisation d'uranium sous forme de vapeur, de gaz d'hexafluorure d'uranium UF6, voire de liquide pour la diffusion thermique.
Actuellement, les procédés de diffusion gazeuse et de centrifugation dominent le marché, avec une transition vers la seconde, nettement moins énergivore. La diffusion thermique et la séparation électromagnétique appartiennent au passé, tandis que les procédés de séparation chimique ou par laser sont encore à l'étude.

### Diffusion thermique
La diffusion thermique utilise le transfert de chaleur à travers une fine couche de liquide ou de gaz pour obtenir une séparation isotopique. Le procédé se fonde sur le fait que les molécules de gaz comportant des atomes de 235U, un peu plus légères, tendent à diffuser vers les surfaces plus chaudes, alors que les molécules à base de 238U, comparativement plus lourdes, tendent à diffuser vers une surface froide.
Ce procédé a été employé historiquement à l'usine S-50 à Oak Ridge (Tennessee, États-Unis), pendant la Seconde Guerre mondiale, comme première étape d'enrichissement avant une séparation isotopique électromagnétique. Le procédé a été abandonné depuis au profit de la diffusion gazeuse.

### Séparation électromagnétique

Schéma de principe de la séparation isotopique dans le Calutron. Un fort champ magnétique dévie le faisceau d'ions d'uranium, la concentration en U-235 étant finalement plus forte sur la bordure interne du faisceau.

Dans le procédé de séparation électromagnétique (en anglais electromagnetic isotope separation process - EMIS), l'uranium métallique est vaporisé, puis ionisé. Les cations ainsi produits sont accélérés, puis déviés par un champ magnétique. La différence de masse entre les isotopes 235 et 238 crée une différence dans le rapport de la charge électrique sur la masse. Le flux d'ions est accéléré par un champ électrique et dévié par un champ magnétique. La différence sur le rapport e/m conduit à une déviation différentielle qui permet d'enrichir l'uranium.
L'uranium enrichi de la deuxième bombe atomique (Little Boy), lors du projet Manhattan, a été obtenu par séparation électromagnétique, en utilisant un spectromètre de masse de taille industrielle, le calutron. Cette méthode, assez inefficace, a été largement abandonnée depuis.

### Diffusion gazeuse
Ce procédé est basé sur la différence de masse, très faible, existant entre les molécules d’hexafluorure d'uranium 235, plus légères que celles d’hexafluorure d'uranium 238. En les faisant filtrer à travers des membranes adaptées, on arrive en multipliant suffisamment le nombre de cycles à obtenir de l’uranium enrichi.
La diffusion gazeuse requiert environ 60 fois plus d'énergie que le procédé d'ultracentrifugation, soit environ 6 % de l'énergie qui sera finalement produite avec l'uranium enrichi résultant.
C'est une méthode qui était utilisée depuis la guerre froide et en France dans la première génération de l'usine d'Eurodif au Tricastin (Drôme), elle tend aujourd'hui à être remplacée par des procédés moins coûteux.

### Centrifugation

#### Ultracentrifugation

Centrifugeuse de type Zippe

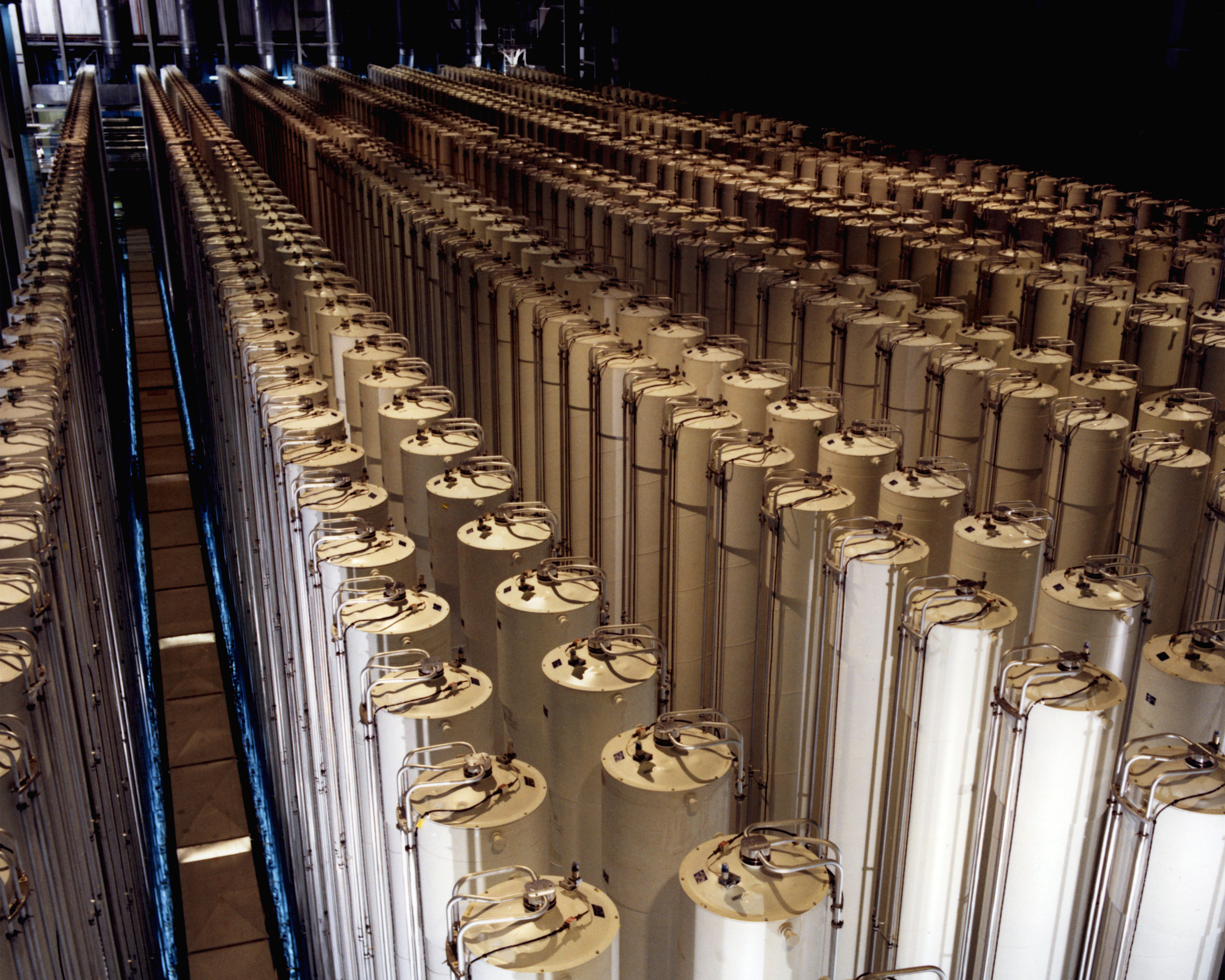
Colonnes d'ultracentrifugation en phase gazeuse, montées en cascade.

Ce procédé consiste à utiliser des centrifugeuses tournant à très grande vitesse. Les molécules les plus lourdes (238UF6) se retrouvent projetées à la périphérie, alors que les plus légères (235UF6) migrent vers le milieu de la centrifugeuse. En outre, la partie inférieure de la centrifugeuse est chauffée, ce qui crée un mouvement de convection où la colonne centrale monte et s'enrichit en uranium 235 en hauteur, tandis que le 238 migre vers le bas.
Comme pour la diffusion gazeuse, le traitement doit être appliqué de nombreuses fois pour obtenir un enrichissement suffisant. Les centrifugeuses sont donc montées en cascades, le gaz passant de l'une à la suivante en augmentant progressivement sa teneur.
La centrifugeuse Zippe est l'ancêtre de la centrifugeuse standard ; cette technologie a été employée au Pakistan.

#### Enrichissement par flux laminaire

Schéma de principe de l'enrichissement par séparation de flux.

L'enrichissement par séparation de flux utilise la force centrifuge créée dans un gaz suivant à grande vitesse une trajectoire courbe à faible rayon. Le principe de la séparation (le gradient de pression dû aux différences de masses moléculaires) est le même que dans l'ultracentrifugation, l'avantage du dispositif étant d'éliminer les pièces mécaniques mobiles. L'effet est amélioré en diffusant l'hexafluorure d'uranium dans de l'hydrogène ou de l'hélium, ce qui améliore la vitesse du flux sans freiner la diffusion de UF6 dans la veine gazeuse. Ce procédé a été développé en Afrique du Sud, et une usine expérimentale a été construite au Brésil. Toutefois, il n'est pas employé à échelle industrielle, du fait de sa grande consommation énergétique.

### Séparation chimique
Le procédé Chemex : un procédé chimique, qui consiste en des échanges répétés entre une phase aqueuse d'uranium trivalent et une phase organique d'uranium tétravalent. L'enrichissement se fonde sur l'idée que la vitesse de réaction chimique n'est pas rigoureusement la même pour les deux isotopes, l'U-235 tendant à se concentrer dans la forme U4+. Les solutions sont préparées en utilisant l'uranium naturel et non l'UF6.
Cette technologie développée par la France n'est pas arrivée à une maturité suffisante pour être industrialisée.

### Séparation par laser
La séparation par laser joue sur la légère différence de spectre électromagnétique entre l'U-235 et l'U-238, due à ce que l'environnement des électrons externes n'est pas tout à fait le même dans les deux atomes. En ajustant convenablement la fréquence de la lumière excitatrice, il est alors possible d'exciter sélectivement l'un ou l'autre isotope, jusqu'à arracher l'électron externe et ioniser l'atome.
La Séparation Isotopique par Laser sur Vapeur Atomique de l’uranium (SILVA) est un procédé français, développé par le CEA à partir des années 1980. Dans cette technique, l'uranium métal est vaporisé et des faisceaux laser éclairent cette vapeur pour ioniser sélectivement l'uranium 235, qui est collecté sur des plaques chargées négativement. L'uranium 238, encore neutre, se condense sur le toit du séparateur. Jugé peu concurrentiel par rapport à l'ultracentrifugation, ce procédé a vu ses études arrêtées en 2004 après que le procédé a atteint le stade de démonstrateur.
Développé en Australie depuis le début des années 1990, le procédé SILEX (en anglais Separation of Isotopes by Laser Excitation) se fonde au contraire sur l’excitation de molécules d'UF6. Cette technologie est l'objet d'études d'industrialisation  et apparaît être sur le point d'arriver à une maturité suffisante pour être employée industriellement.

## Enrichissement industriel

### Industrialisation des procédés
La plupart des procédés d'enrichissement ont un facteur de séparation faible, insuffisant pour obtenir l'enrichissement visé en une seule étape. De ce fait, l'enrichissement de l'uranium est généralement effectué à travers un procédé en cascade. Par exemple, pour enrichir de l'uranium naturel à 0,71 % jusqu'à une teneur de 3,5 % par un procédé dont le facteur de séparation est de 1,0833, il sera nécessaire d'enchaîner au moins log(4,93)/log(1,0833)= vingt étages d'enrichissement.
Les unités élémentaires employées dans ces cascades d'enrichissement ont généralement un pouvoir séparateur homogène quand il est exprimé en unité de travail de séparation (UTS). Cette unité représente le travail nécessaire à l'enrichissement isotopique d'un mélange ; elle évalue le coût technique de la séparation d'un kilogramme d'uranium en deux lots de teneur isotopique différente. Le coût économique du traitement par une filière dépend ensuite du coût d'une unité élémentaire et de sa consommation énergétique. Historiquement, les premiers procédés employés à échelle industrielle ont été dans les années 1950 la diffusion gazeuse, puis à partir des années 1970 l'industrialisation des procédés d'enrichissement par centrifugation a permis une moindre consommation d'énergie ; le procédé émergent des années 2010 devrait être la séparation par laser exploitant le procédé SILEX.

### Marché mondial de l'enrichissement

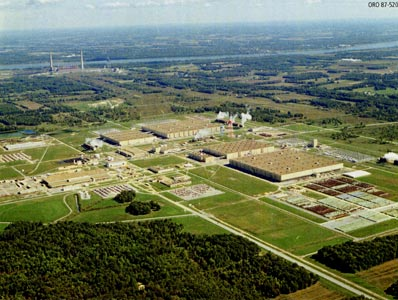
Usine d'enrichissement de Paducah (États-Unis).

Certains réacteurs utilisent l'uranium naturel comme combustible, et n'ont donc pas recours à l'enrichissement ; c'est le cas des réacteurs de la filière britannique Magnox et de la filière canadienne Candu, présente au Canada, en Inde et en Roumanie. La plupart des réacteurs en fonctionnement dans le monde utilisent cependant de l'uranium enrichi. Le secteur est en surcapacité significative depuis 2011.
L'industrie de l'enrichissement est concentrée sur le plan mondial. Quatre grandes entités cumulent la quasi-totalité des capacités d'enrichissement : Rosatom (Russie) : 44,8 % des capacités en 2015, Orano (anciennement Areva, France) à travers la Société d’Enrichissement du Tricastin, dont elle détient 88 %, qui détient l'usine Georges-Besse II : 12,8 %, Urenco (Royaume-Uni, Pays-Bas, Allemagne, États-Unis) : 32,6 % et CNNC (Chine) : 8,8 %. Le secteur a fait face à des surcapacités après l'accident de Fukushima en 2011, avec un cours de l'UTS divisé par deux. Le cours est ensuite remonté jusqu'à atteindre en 2024 le cours de 2007 ceci en raison de la dégradation du contexte géopolitique des pays producteurs. Depuis 2013 et la fermeture de l'usine d'enrichissement de Paducah de l'USEC, faisant suite de celle de Portsmouth en 2001, les États-Unis ne possèdent plus d'usine d'enrichissement nationalisée. En 2011, un projet d'usine d'enrichissement Eagle Rock par Areva est suspendu.[réf. nécessaire]
| Entité           | Usines                                                                                   | Capacité 2020 | Prévision 2025 | Prévision 2030 |
| ---------------- | ---------------------------------------------------------------------------------------- | ------------- | -------------- | -------------- |
| Rosatom          | Cité atomique d'Angarsk, Novouralsk, Zelenogorsk, Seversk ( Russie)                      | 27,7          | 26,2           | 24,8           |
| Orano (ex-Areva) | Usine Georges-Besse II ( France)                                                         | 7,5           | 7,5            | 7,5            |
| Urenco           | Capenhurst ( Royaume-Uni), Gronau ( Allemagne), Almelo ( Pays-Bas), Eunice ( États-Unis) | 13,7          | 17,3           | 16,3           |
| CNNC             | Hanzhun & Lanzhou ( Chine)                                                               | 6,3           | 11             | 17             |
| autres           | Argentine, Brésil, Inde, Pakistan, Iran                                                  | 0,07          | 0,4            | 0,5            |
| Total            |                                                                                          | 60,2          | 62,4           | 66,1           |

L'usine d'Urenco au Nouveau-Mexique a une capacité de 4,9 MUTS/an en 2020. L'usine de Rokkasho de Japan Nuclear Fuel Ltd. (JNFL) est en travaux pour renforcer sa capacité de centrifugation. JNFL a commencé à exploiter cette usine en 2012 et a depuis lors installé une capacité d'environ 150 000 UTS/an. La pleine capacité planifiée de 1,5 MUTS/an était prévue pour 2027, mais a subi des retards.
La technologie de diffusion gazeuse équipe l'usine américaine de Paducah (11,3 millions d'UTS par an) et l'usine chinoise de Lanzhou (0,45 million d'UTS par an). Avant sa fermeture en 2012, elle équipait l'usine française du Tricastin - Georges-Besse (10,8 millions d'UTS par an). Le fonctionnement à pleine capacité de cette usine utilisait la puissance de trois des quatre réacteurs du site du Tricastin.
La technique d'ultra-centrifugation est employée en France à Georges-Besse II, en Allemagne (Gronau : 1,3 million d'UTS par an), au Japon (Rokkasho : 1,05 million d'UTS par an), aux Pays-Bas (Almelo : 1,5 million d'UTS par an), dans la fédération de Russie (quatre usines pour un total de 20 millions d'UTS par an), au Royaume-Uni (Capenhurst : 2 millions d'UTS par an) ainsi qu'en Chine (Shaanxi : 0,45 million d'UTS par an) qui dispose des deux technologies. L'usine russe de Seversk a la particularité de pouvoir ré-enrichir l'uranium de retraitement. L'usine Georges-Besse II dispose des capacités pour réenrichir l'uranium de retraitement, mais pas des équipements pour assurer la phase préliminaire de conversion.
En décembre 2022, Orano relance le projet d'extension de son usine Georges-Besse II d'enrichissement d'uranium, dont le coût est estimé entre 1,3 et 1,7 milliard d'euros. Ce projet, à l'étude chez Areva en 2004, avait été arrêté à la suite de l'accident nucléaire de Fukushima, mais redevient opportun à la suite de l'invasion de l'Ukraine par la Russie en 2022, qui cause une désaffection croissante pour des commandes d'uranium enrichi russe. L'administration américaine a indiqué son souhait de supprimer tout approvisionnement russe pour l'uranium enrichi d'ici 2030. Le projet d'extension de l'usine Georges-Besse II vise une augmentation de ses capacités de production d'uranium enrichi de 30 % ; les travaux commenceraient fin 2024 pour commencer à fournir les clients en 2028.
La répartition du marché mondial de l'enrichissement en 2022 est estimée à 45 % pour le russe Rosatom, 31 % pour Urenco, 12 % pour Orano et 12 % pour le chinois CNNC. Les États-Unis se sont engagés à ramener leurs importations russes à 15 % d'ici à 2028 contre 25,5 % en 2022. Début juillet 2023, Urenco lance un projet d'investissement dans de nouvelles capacités pour accroître sa production de 15 % à partir de 2025 aux États-Unis. Le 19 octobre 2023, le conseil d'administration d'Orano valide le projet d'extension de l'usine d'enrichissement d'uranium du Tricastin, dont les capacités de production seront augmentées de 30 % d'ici à 2028 pour un coût d'investissement estimé à 1,7 milliard d'euros.
En mai 2024, le Sénat américain vote à l'unanimité une loi interdisant les importations d'uranium enrichi en provenance de Russie, qui fournit près de 25 % du marché américain de l'uranium enrichi. Les mines russes ne produisent que 5 % de l'uranium naturel dans le monde, mais Rosatom possède près de 45 % des capacités mondiales d'enrichissement. Cette loi va permettre de débloquer 2,7 milliards de dollars d'investissements publics dans la filière nucléaire, somme qui avait été mise à disposition par le Congrès à la condition qu'un embargo soit instauré.
Le 4 septembre 2024, l'État du Tennessee annonce engager des négociations exclusives avec le français Orano pour un projet de construction d'une nouvelle usine d'enrichissement d'uranium. Orano envisage la décision finale d'investissement fin 2025, après obtention des financements de l'État fédéral, des engagements de commandes des énergéticiens et d'une licence de la NRC.
En novembre 2024, le gouvernement russe décide d'interdire l'exportation d'uranium enrichi vers les États-Unis jusqu'à fin 2025, alors que les centrales américaines s'approvisionnent en uranium russe à hauteur de 27 %. Les conséquences sur le marché devraient être limitées à court terme car les opérateurs de centrales nucléaires ont plusieurs années de stocks. Les groupes russes Tenex et Rosatom ont notifié à leurs clients américains qu'ils allaient demander des dérogations pour honorer les contrats qui ont déjà été passés.

## Classification de l'uranium selon son enrichissement

### Uranium appauvri
Le résidu de l'enrichissement est de l'uranium appauvri, dont la teneur en 235U est de l'ordre de 0,2 à 0,4 %. La majorité de la production est stockée car il contient de l'uranium 238 (pour plus de 99,3 %), isotope fertile susceptible d'être employé dans le futur, par des filières à surgénérateur fondées sur le cycle du plutonium.
L'uranium appauvri est utilisé dans la fabrication du combustible MOX pour les REP ou les RNR, et sert de matériau constitutif dans d'autres utilisations marginales (obus, lests…).

### Uranium naturel

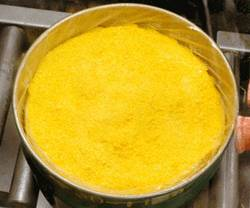
Baril de yellowcake (précipitat d'uranium naturel extrait du minerai)

L'uranium naturel (en anglais natural uranium — NU) a une teneur massique en uranium 235 de 0,71 %, ce qui correspond à la teneur initiale de l'uranium extrait dans une mine d'uranium.
L'uranium naturel a été employé en l'état dans les premières générations de réacteurs nucléaires, faute de moyen d'enrichissement industriel compétitif : le premier réacteur nucléaire, la Chicago Pile-1, réalisé par Enrico Fermi à l'université de Chicago, était un empilage de blocs de graphite et d'uranium naturel (d'où le nom de « pile atomique » qui lui est resté). Les premiers réacteurs industriels ont également été des réacteurs à l'uranium naturel : les réacteurs B, D et F du complexe nucléaire de Hanford, qui produisirent le plutonium nécessaire au projet Manhattan, puis les réacteurs civils CANDU au Canada, Magnox en Grande-Bretagne, les réacteurs à eau lourde refroidis au gaz puis uranium naturel graphite gaz en France.

### Uranium légèrement enrichi
L'uranium légèrement enrichi (en anglais, slightly enriched uranium - SEU) est une proposition introduite vers la fin des années 1990, visant à remplacer l'uranium naturel comme combustible dans certains types de réacteur à eau lourde, comme les réacteurs CANDU. Un léger enrichissement permet d'optimiser les coûts, parce que le chargement demande en conséquence moins d'uranium pour produire la même quantité d'énergie. Ceci réduit la quantité de combustible consommé, et le coût ultérieur de gestion des déchets.
Cette qualité d'enrichissement a une concentration de 235U comprise entre 0,9 % et 2 %. Il se classe donc parmi l'uranium faiblement enrichi (0,71 % à 20 %, voir plus bas).

#### Banque d'uranium faiblement enrichi de l'AIEA
Le Conseil des gouverneurs de l'AIEA a décidé en 2010 de créer une banque d’uranium faiblement enrichi (UFE). Elle est approvisionnée et opérationnelle depuis 2022 ; hébergée dans l’usine métallurgique d’Ulba (UMU) à Ust-Kamenogorsk, dans l'Est du Kazakhstan, permettant de garantir aux États qu'ils pourront trouver en dernier recours, de l'UFE en cas de circonstances exceptionnelles risquant de priver une centrale de combustible nucléaire. 
Cette banque contient 90 tonnes d'UFE (de quoi recharger un cœur de réacteur à eau ordinaire de 1 000 mégawatts (MWe) ou trois recharges de cœur). Cet uranium a été acheté pour partie à la société nucléaire française Orano et pour le reste à la compagnie nucléaire nationale Kazatomprom du Kazakhstan (premier producteur mondial d’uranium naturel). 
La banque d’UFE de l’AIEA est financé jusqu’en 2036 par des donateurs volontaires qui ont initialement annoncé un montant de 150 millions de dollars É.-U.

### Uranium faiblement enrichi
D'après une définition proposée par ASTM International et entrée dans la pratique internationale,, l'uranium dont l'enrichissement en 235U est de 20 % et moins est dit « faiblement enrichi ». C'est en particulier le cas de l'uranium destiné au combustible nucléaire des centrales électrogènes. 
L'uranium faiblement enrichi (en anglais, Low-enriched uranium - LEU) est typiquement utilisé à des taux d'enrichissement de 3 à 5 % dans des réacteurs à eau légère, le type de réacteur le plus courant dans le monde. Des réacteurs de recherche utilisent des taux d'enrichissement allant de 12 % à 19,75 %, cette dernière concentration à la limite réglementaire étant utilisée comme produit de substitution pour faire fonctionner des réacteurs initialement conçus pour de l'uranium hautement enrichi.
L'uranium de retraitement (URT) est issu du traitement des combustibles UOX irradiés. Son enrichissement est de l'ordre de 1 % et sa composition isotopique est plus complexe (présence notable d'uranium 234 et 236). L'uranium ré-enrichi (URE) est de l'uranium de retraitement qui a subi une nouvelle étape d'enrichissement, l'amenant à une teneur en uranium 235 de quelques pourcents.

### Uranium faiblement enrichi à teneur élevée
L'uranium faiblement enrichi à teneur élevée (en anglais : High assay low-enriched uranium, abrégé en HALEU), dont la teneur en uranium 235 varie de 5 à 20 %, est développé aux États-Unis et en Russie pour certains petits réacteurs modulaires (PRM, ou SMR en anglais). Il permettra de développer des réacteurs plus petits, d’allonger le cycle d’exploitation et d’améliorer le rendement. Le département de l'Énergie des États-Unis (DOE) prévoit que plus de 40 tonnes de combustible HALEU seront nécessaires d’ici à 2030, car neuf des dix modèles de réacteurs avancés financés par le gouvernement américain auront besoin de combustible HALEU. Le DOE a créé un consortium pour la production du combustible HALEU et a cofinancé une usine de production pilote à Piketon (Ohio), qui devrait produire 20 kg de combustible HALEU d’ici à la fin 2023 et 900 kg en 2024.

### Uranium hautement enrichi
Au-delà d'une concentration en 235U supérieure à 20 %, l'uranium est considéré comme « hautement enrichi » (en anglais, highly enriched uranium - HEU) par les conventions internationales. 
Cette qualité d'uranium est utilisée dans certains types de réacteur à neutrons rapides à des taux pouvant être compris entre 50 et 90 %. Il est également utilisé comme cible pour produire des radioisotopes à usage médical, dans certains réacteurs de recherche et dans les réacteurs de propulsion navale. Le réacteur civil Fermi-1 fonctionnait ainsi à un taux d'enrichissement nominal de 26,5 %.
Le stock mondial d'uranium hautement enrichi était de l'ordre de 2 000 tonnes en 2000 (à comparer aux 2 300 000 tonnes d'uranium produites au total dans le monde)[réf. nécessaire].

### Uranium de qualité militaire

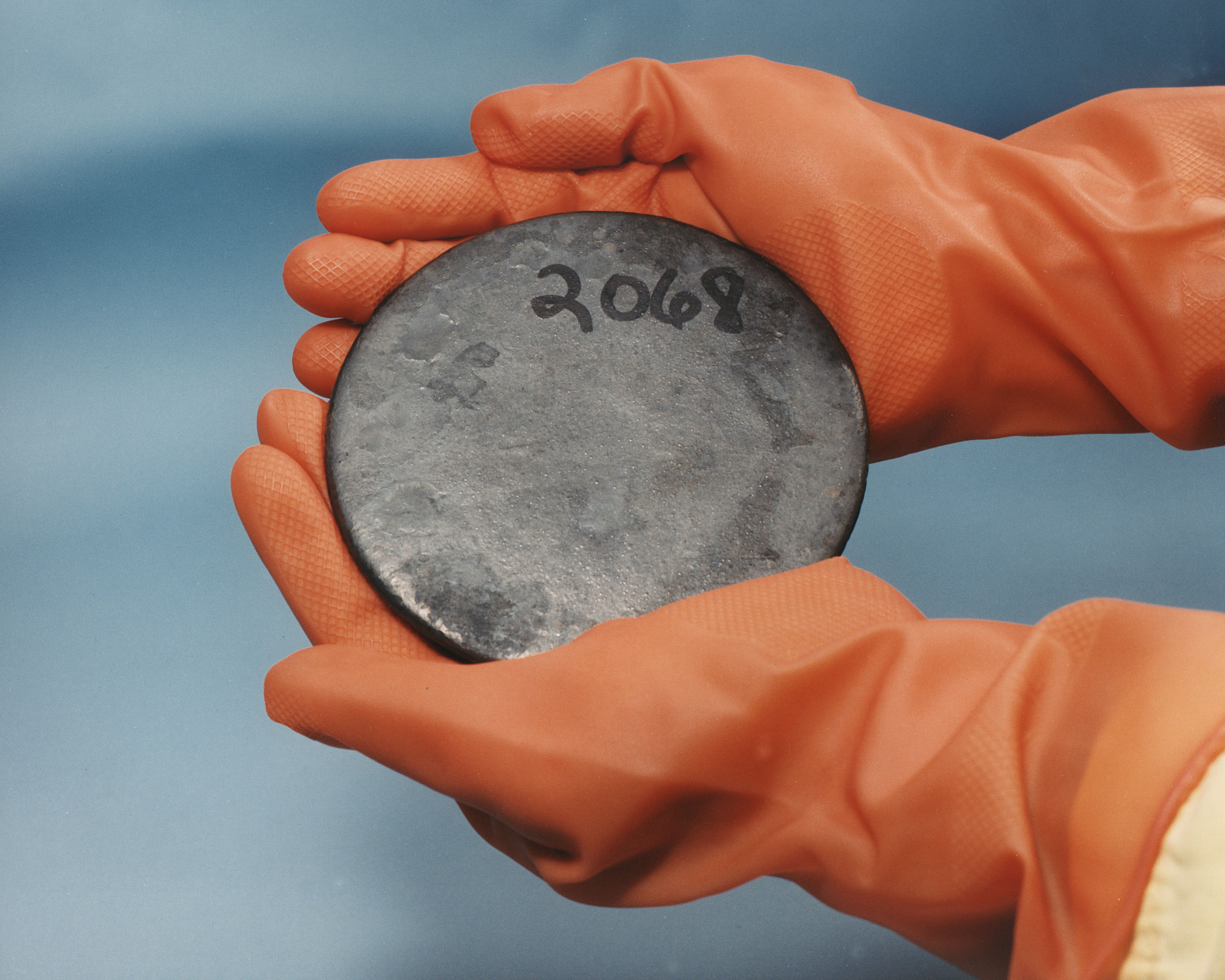
Lingot d'uranium de qualité militaire.

Bien que la limite fixée par la réglementation internationale soit de 20 %, la teneur en isotope 235 (ou en isotope 233) nécessaire en pratique pour des applications militaires dépasse 85 %. Pour des taux d'enrichissement de l'ordre de 80 à 99 %, l'uranium hautement enrichi est dit de qualité militaire. Il est utilisable pour fabriquer une arme nucléaire. 
La masse critique nécessaire pour un uranium enrichi à 85 % est de l'ordre de 50 kilogrammes. Il est possible de fabriquer des bombes atomiques avec des taux d'enrichissement plus faibles, jusqu'à 20 % (voire moins, selon certains auteurs), mais cette possibilité est assez théorique : la masse critique nécessaire est d'autant plus grande que le taux d'enrichissement est plus faible. Quand le taux d'enrichissement est plus faible, la présence d'238U inhibe la réaction en chaîne, ce qui s'ajoute à l'effet de dilution de l'235U. Il est théoriquement possible de diminuer la masse critique nécessaire avec des réflecteurs de neutrons, et/ou en faisant imploser la charge, mais ces techniques ne sont en pratique accessibles qu'à des pays qui ont déjà une expérience suffisante dans la conception d'armes atomiques.
Pour les contrôles internationaux, la « quantité significative » au-dessus de laquelle la possibilité de fabriquer un engin nucléaire explosif ne peut pas être exclue est de 25 kg d'235U sous forme d'uranium hautement enrichi (HEU).

## Enjeux de non-prolifération

### Enrichissement d'uranium et prolifération
Le contrôle international des installations d'enrichissement est un enjeu crucial pour la non-prolifération nucléaire, parce qu'une technique permettant de réaliser une capacité d'enrichissement industrielle peut non seulement donner accès à de l'uranium faiblement enrichi, nécessaire pour le fonctionnement de centrales nucléaires, mais également à de l'uranium hautement enrichi, nécessaire dans le domaine civil pour réaliser des réacteurs à haut flux, mais surtout utilisable dans le domaine militaire pour fabriquer des bombes atomiques.
Cette question était restée relativement académique tant que les capacités industrielles étaient surtout formées par des unités de séparation par diffusion gazeuse. De telles unités mobilisent un hold-up important de matière, et elles n'atteignent leur production d'équilibre que relativement lentement. De ce fait, pour cette technologie, une reconfiguration pour produire de l'uranium hautement enrichi serait complexe, demanderait de long délais, et serait de plus dangereuse compte tenu du risque de criticité que ces teneurs entraînent. Un simple examen de l'installation industrielle permet d'assurer dans ce cas qu'elle est effectivement dimensionnée pour produire de l'uranium faiblement enrichi, et qu'il ne lui est pas possible de produire de l'UHE dans des délais relativement courts.
En revanche, ce risque est beaucoup plus important avec la technologie par ultracentrifugation, où les unités sont de hold-up négligeable, et sont donc beaucoup plus facilement reconfigurées. Ce risque est encore plus difficile à contrôler avec l'arrivée probable des technologies d'enrichissement par laser, qui ne demandent que des installations de faible taille, donc difficiles à détecter. C'est pour cette raison que l'autorisation de réalisation d'une installation industrielle fondée sur le procédé SILEX a fait l'objet d'un débat sur son caractère proliférant.
Cette difficulté du contrôle a posteriori rend d'autant plus nécessaire la surveillance a priori des technologies permettant d'accéder à l'enrichissement de l'uranium, telle qu'elle est mise en place par le groupe des fournisseurs nucléaires.

### Délai de constitution d'un stock militaire
Pour lutter contre une éventuelle prolifération nucléaire, l'enjeu d'un contrôle international est d'être capable de déceler un enrichissement à des teneurs de type « militaire » (de l'ordre de 85 à 90 %) réalisé sur un stock civil préexistant par détournement de capacité de séparation civiles, ceci avant que le détournement n'ait permis de constituer une « quantité significative » suffisante pour réaliser une tête nucléaire, soit 25 kilogrammes d'uranium 235 fortement enrichi.
Pour remplacer le cœur d'une centrale comme celle de Bouchehr, il faut disposer d'un stock de l'ordre de 30 tonnes d'uranium enrichi à 3,6 %. Si cette opération doit être faite tous les deux ans, il faut disposer de moyens d'enrichissements permettant d'enrichir 15t par an ; ce qui demande une capacité en unité de travail de séparation de l'ordre de 62 tonnes UTS. Cependant, l'Iran n'a en 2015 que le huitième de cette capacité, soit de l'ordre de huit tonnes UTS. On comprend dans ces conditions que ce pays puisse revendiquer le droit d'accéder à une capacité d'enrichissement dix fois supérieure qui lui serait nécessaire pour assurer son autonomie énergétique (actuellement dépendante des fournitures russes).
Cependant, une telle capacité reste suffisante pour enrichir en moins d'un an de l'ordre d'une douzaine de « quantité significative » à un taux de 98 % (pour une teneur de rejet de l'ordre de 1,6 %), soit l'équivalent d'une par mois en régime permanent. En intégrant le temps nécessaire à la reconfiguration de l'usine et le délai pour convertir en métal l'hexafluorure d'uranium ou l'oxyde d'uranium (il ne serait autrement pas utilisable à des fins militaires), l'Iran serait donc capable selon les experts de construire une bombe en trois mois avec ses capacités actuelles. Inversement, avec ces mêmes capacités et ces mêmes délais, le nombre de « quantité significative » réalisables à partir d'une tonne d'uranium à 20 % (teneur que peut justifier un réacteur de recherche) serait de l'ordre d'une dizaine en quatre mois.
Le contrôle de la non-prolifération, de ce fait, passe par de nombreux moyens non exclusifs :
- Réduire le taux d'enrichissement nominal produit par ces moyens industriels, un taux de « recherche » de 20 % étant dix fois plus critique qu'un taux « électronucléaire » de 3,6 % ;
- Réduire si possible la capacité d'enrichissement et le stock disponible en uranium faiblement enrichi, de manière à limiter le nombre de « quantité significative » réalisable clandestinement en cas de suspension des inspections internationales ;
- Principalement, contrôler le non-détournement des installations d'enrichissement, par la vérification périodique de leur configuration, ou par des contrôles inopinés que permettrait le protocole additionnel de l’AIEA ;
- Contrôler la présence et l'affectation conforme des stocks existant d'uranium déjà enrichi.

La capacité d'enrichir quelques « quantités significatives » en un intervalle de temps donné (break-out capacity en anglais) n'est cependant qu'une des nombreuses dimensions de la prolifération. Un État qui voudrait effectivement produire de l'uranium hautement enrichi clandestinement doit d'une part disposer de stocks d'uranium et des capacités d'enrichissement nécessaires, mais doit de plus les mettre en œuvre pendant suffisamment longtemps pour obtenir la matière nécessaire pour réaliser un certain nombre d'essais nucléaires (un à trois?), et prolonger cette utilisation jusqu'à obtenir un stock suffisant pour réaliser un arsenal nucléaire militairement significatif (plusieurs dizaines voire centaines de têtes), et de plus être capable de militariser ces têtes pour pouvoir les associer à un vecteur opérationnellement pertinent.